# Air National Guard
Pour les articles homonymes, voir ANG.
La garde nationale aérienne (Air National Guard ou ANG) est la composante aérienne de la garde nationale des États-Unis. Elle peut être mobilisée au niveau fédéral où elle devient membre, à part entière, de l'armée de l'air active. Dans le cas où elle est mobilisée au niveau d'un état, elle fonctionne comme une « milice ». Chaque État des États-Unis possède la sienne.
Elle fut refondée en mai 1946 comme entité à part entière de la future US Air Force établie en 1947.
Bien que composée de réservistes, elle prend une part importante à toutes les opérations aériennes d'envergure.
Le budget de la défense 2019 autorise un effectif le 30 septembre 2019 de 107 000 membres.

## Garde nationale aérienne par État

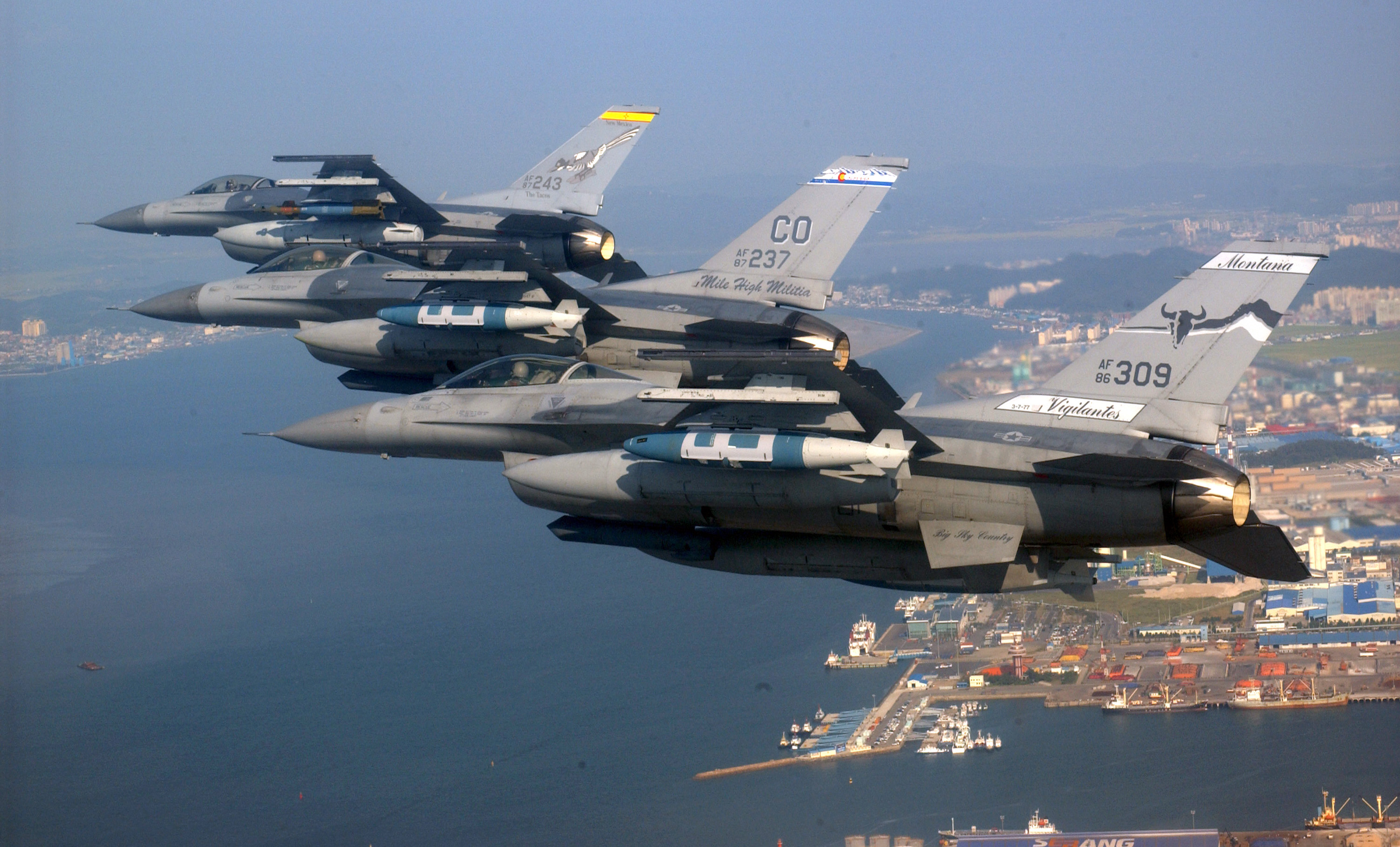
F-16 des ANG du Nouveau-Mexique, Colorado et du Montana en Corée du Sud en 2006.

### Au niveau national
- Centre de préparation de la garde nationale aérienne, Joint Base Andrews, Maryland
- Air National Guard Air Force Reserve Command Test Center, Tucson ANGB, Arizona
- Air National Guard Weather Readiness Training Center, Camp Blanding, Floride
- IG Brown Air National Guard Training and Education Centre, McGhee Tyson ANGB, Knoxville, Tennessee

### Unités par État, district ou territoires
- Garde nationale aérienne de l'Alabama :
  - 117e escadron de ravitaillement, Birmingham ANGB
  - 187e escadron de chasse, Montgomery/ANGB/Dannelly Field
  - 226e groupe de transmissions, Abston ANGS, Montgomery

- Garde nationale aérienne de l'Alaska :
  - 168e escadron de ravitaillement, Eielson AFB
  - 176e escadron et son détachement d'alerte, Joint Base Elmendorf-Richardson
- Garde nationale aérienne de l'Arizona :
  - 161e escadron de ravitaillement, Barry M. Goldwater ANGB
  - 162e escadron de chasse, Tucson ANGB
  - 162e détachement d'alerte, Davis-Monthan AFB
  - 214e groupe de reconnaissance, Davis-Monthan AFB
- Garde nationale aérienne de l'Arkansas:
  - 188e escadron de drone, Ebbing ANGB
  - 189e escadron de transport aérien, Little Rock AFB
- Garde nationale aérienne de la Californie :
  - 129e escadron de sauvetage, Aérodrome fédéfral de Moffett
  - 144e escadron de chasse, Joint Base Fresno
  - Détachement d'alerte du 144e escadron de chasse, March ARB
  - 146e escadron de transport lourd, NAS Point Mugu/Channel Islands ANGS
  - 162e groupe de transmissions, North Highlands ANGS
  - 163e escadron de reconnaissance, NAS Point Mugu/Channel Islands ANGS
  - Musique de la côte ouest, 561e Air Force Band, Moffett
- Garde nationale aérienne du Colorado:
  - 140e escadron, Buckley Air Force Base
- Garde nationale aérienne du Connecticut :
  - 103e escadron de transport lourd, Bradley ANGB
- Garde nationale aérienne du Delaware :
  - 166e escadron de transport lourd, New Castle ANGB
- Garde nationale aérienne de Floride :
  - QG, caserne Saint-Francis, St-Augustine
  - 125e escadron de combat, Jacksonville ANGB et son détachement n°1, Homestead ARB
  - Camp Blanding, Starke
- Garde nationale aérienne de Géorgie :
  - 116e escadron de contrôle aérien, Robins AFB
  - 165e escadron de transport, Aéroport de Savannah
  - Orchestre du sud de l'armée de l'air, 530e Air force band, Dobbins ARB
- Garde nationale aérienne d'Hawaï :
  - 154e escadron, Hickam AFB
- Garde nationale aérienne de l'Idaho:
  - 124e escadron de chasse, Gowen Field ANGB
- Garde nationale aérienne de l'Illinois :
  - 126e escadron de ravitaillement, Scott AFB
  - 182e escadron de transport, Peoria ANGB
  - 183e escadron de chasse, Capital Airport ANGS
  - Orchestre du Midwest, 566e Air Force Band, Peoria ANGB
- Garde nationale aérienne de l'Indiana;:
  - 122e escadron de chasse, Fort Wayne, ANGS
  - 181e escadron de renseignement, Terre Haute ANGB
- Garde Nationale aérienne de l'Iowa :
  - 132e escadron de chasse, ANGB Des Moines
  - 185e escadron de ravitaillement, Sioux City ANGB
- Garde nationale aérienne du Kansas :
  - 184e escadron de renseignement, McConnell AFB
  - 190e escadron de ravitaillement en vol, Forbes Field ANGB
- Garde nationale aérienne du Kentucky :
  - 123e escadron de transport, Louisville ANGB/Strandiford Field
- Garde nationale aérienne de Louisiane :
  - 159e escadron de combat, NAS JRB La Nouvelle-Orléans
- Garde nationale aérienne du Maine :
  - 101e escadron de ravitaillement, Bangor ANGB
- Garde nationale aérienne du Maryland :
  - 175e escadron, aérodrome de Martin State/Warfield ANGB
- Garde nationale aérienne du Massachusetts :
  - 102e escadron du renseignement, Otis ANGB
  - 104e escadron de chasse, Barnes ANGB
  - 253e groupe de cyberespace, Otis ANGB
  - Orchestre du nord-est, 567th Air Force Band, Milford
- Garde nationale aérienne du Michigan :
  - 127e régiment, Selfridge ANGB
  - 110e escadron d'attaques (drones), Battle Creek ANGB
  - Centre d'entraînement et de formation, Alpena
- Garde nationale aérienne du Minnesota :
  - 133e régiment de transport, Minneapolis-St-Paul ARS
  - 148e escadron de chasse, Duluth ANGB
- Garde nationale aérienne du Mississippi :
  - 172e régiment de transport, Jackson ANGB
  - 186e escadron de ravitaillement, Key Field ANGB
  - Centre d'entraînement, Gulfport- aéroport de Biloxi
- Garde nationale aérienne du Missouri :
  - 131e régiment de bombardiers, Whiteman AFB
  - 139e escadron de transport aérien, Rosecrans ANGB
  - Orchestre, 571e Air Force Band, Bridgeton
- Garde nationale aérienne du Montana :
  - 120e régiment de transport, Great Falls ANGB
- Garde nationale aérienne du Nebraska :
  - 155e escadron de ravitaillement, Lincoln ANGB
- Garde nationale aérienne du Nevada :
  - 152e régiment de transport, Reno ANGB
- Garde nationale aérienne du New Hampshire :
  - 157e escadron de ravitaillement, Pease ANGB
- Garde nationale aérienne du Nouveau-Mexique :
  - 150e escadron d'opérations spéciales, Kirtland AFB
- Garde nationale aérienne de New York :
  - 105e régiment de transport, Stewart ANGB
  - 106e escadron de sauvetage, Francis S. Gabreski ANGB
  - 107e régiment de transport, Niagara Falls, ARS
  - 109e régiment de transport, Stratton ANGB
  - 174e escadron d'attaque, Syracuse
- Garde nationale aérienne de Caroline du Nord :
  - 145e régiment de transport, Charlotte ANGB
- Garde nationale aérienne du Dakota du Nord :
  - 119e régiment (drone), Fargo ANGB
- Garde nationale aérienne de l'Ohio :
  - 121e escadron de ravitaillement, Rickenbacker ANGB
  - 178e régiment (drone), Springfield ANGB
  - 179e régiment de transport, Mansfield Lahm ANGB
  - 180e escadron de chasse, Toledo ANGB
  - 251e Groupe de cyberespace, Springfield ANGB
  - Centre d'entraînement interarmées, Camp Perry, Port Clinton,
  - Orchestre des Grands Lacs, 555e Air Force Band, Swanton
  - QG, Columbus
- Garde nationale aérienne de l'Oklahoma :
  - 137e escadron de ravitaillement, Tinker AFB
  - 138e escadron de chasse, Tulsa ANGB et son détachement à Ellington Field JRB, Texas
- Garde nationale aérienne de l'Oregon:
  - 142e régiment de chasse, Portland ANGB
  - 173e escadron de chasse, Kingsley Field ANGB
- Garde nationale aérienne de Pennsylvanie ;
  - 111e escadron de chasse, Horshmam ANGS
  - 171e escadron de ravitaillement, Pittsburgh IAP ARS
  - 193e escadron d'opérations spéciales, Harrisburg ANGB
  - Orchestre du 553e Air Force Bad, Annville
- Garde nationale aérienne du Rhode Island :
  - 143e régiment de transport, Quonset Point ANGS
- Garde nationale aérienne de Caroline du Sud :
  - 169e escadron de chasse, McEntire ANGB
- Garde Nationale aérienne de Dakota du Sud :
  - 114e escadron de chasse, Joe Foss Field, ANGS
- Garde nationale aérienne du Tennessee :
  - 118e régiment de transport, Berry Field ANGS
  - 134e escadron de ravitaillement, McGhee Tyson AFB
  - 164e régiment de transport, Memphis ANGB
  - Orchestre du 572e Air Force Band, McGhee Tyson AFB
- Garde nationale aérienne du Texas :
  - 136e régiment de transport, NAS JRB Fort Worth
  - 174e escadron de reconnaissance, Ellington Field JRB
  - 149e régiment de chasse, Lackland AFB
  - 254e groupe de transmissions, Grand Prairie AFRC
  - Orchestre du sud-ouest, 531e Air Force Band, NAS JRB Fort Worth
  - QG, Austin
- Garde nationale aérienne de l'Utah :
  - 151e escadron de ravitaillement, Roland R. Wright ANGB
- Garde nationale aérienne du Vermont :
  - 158e régiment de combat, Burlington ANGB
- Garde nationale aérienne de Virginie :
  - 192e escadron de chasse, Langley AFB
- Garde nationale aérienne de Washington :
  - 141e escadron de ravitaillement, Fairchild AFB
  - 194e régiment de logistique, Joint Base Lewis-McChord
  - Orchestre du nord-est, 560e Air Force Badn Fairchild AFB
- Garde nationale aérienne de Virginie-Occidentale :
  - 130e régiment de transport, Charleston ANGB
  - 167e escadron de transport, Shepherd Field ANGB
- Garde nationale aérienne du Wisconsin :
  - 115e escadron de chasse, Truax Field ANGB
  - 128e escadron de ravitaillement, Volk Field ANGB
  - Centre d'entraînement Gal Mitchell, Volk Field ANGB
- Garde nationale aérienne du Wyoming :
  - 153e régiment de transport, Cheyenne ANGB
  - Camp Guernesey, Guernesey
- District de Columbia :
  - 113e groupe, Joint Base Andrews
- District de Guam :
  - 254e groupe de défense anti-aérienne, Andersen AFB
- Puerto Rico :
  - 156e régiment de transport, Muniz ANGB
  - 141e groupe de contrôle aérien, aéroport Rafael Hernandez
- Iles Vierges :
  - 255e groupe de génie civil, St-Croix ANGS